# Olympische Jugend-Winterspiele 2016/Teilnehmer (Bulgarien)
| Gelbes Symbol für Goldmedaillen mit stilisierten Olympischen Ringen | Graues Symbol für Silbermedaillen mit stilisierten Olympischen Ringen | Braundes Symbol für Bronzemedaillen mit stilisierten Olympischen Ringen |
| ------------------------------------------------------------------- | --------------------------------------------------------------------- | ----------------------------------------------------------------------- |
| —                                                                   | —                                                                     | 1                                                                       |

Bulgarien nahm an den Olympischen Jugend-Winterspielen 2016 im norwegischen Lillehammer mit zwölf Athleten in sechs Sportarten teil.

## Medaillen
Mit einer gewonnenen Bronzemedaille belegte das bulgarische Team – gemeinsam mit den Niederlanden – Platz 27 im Medaillenspiegel.

## Sportarten

### Biathlon
| Athleten                                                            | Wettbewerb           | Zeit (Schießfehler) | Rang |
| ------------------------------------------------------------------- | -------------------- | ------------------- | ---- |
| Jungen                                                              |                      |                     |      |
| Kristijan Stojanow                                                  | 7,5 km Sprint        | 20:07,8 min (2)     | 12   |
| Kristijan Stojanow                                                  | 10 km Verfolgung     | 31:47,4 min (6)     | 17   |
| Petar Weltschew                                                     | 7,5 km Sprint        | 21:47,5 min (4)     | 35   |
| Petar Weltschew                                                     | 10 km Verfolgung     | 33:37,1 min (5)     | 30   |
| Mädchen                                                             |                      |                     |      |
| Milena Todorowa                                                     | 6 km Sprint          | 20:04,7 min (3)     | 24   |
| Milena Todorowa                                                     | 7,5 km Verfolgung    | 28:44,6 min (6)     | 22   |
| Marija Sdrawkowa                                                    | 6 km Sprint          | 20:38,2 min (3)     | 26   |
| Marija Sdrawkowa                                                    | 7,5 km Verfolgung    | 30:47,7 min (7)     | 34   |
| Gemischt                                                            |                      |                     |      |
| Milena Todorowa Kristijan Stojanow                                  | Single Mixed-Staffel | 45:37,4 min (5+16)  | 18   |
| Milena Todorowa Marija Sdrawkowa Petar Weltschew Kristijan Stojanow | Mixed-Staffel        | 1:27:44,4 h (7+22)  | 13   |

### Rennrodeln
| Athleten        | Wettbewerb | Durchgang 1 | Durchgang 1 | Durchgang 2 | Durchgang 2 | Gesamt       | Gesamt |
| Athleten        | Wettbewerb | Zeit        | Rang        | Zeit        | Rang        | Zeit         | Rang   |
| --------------- | ---------- | ----------- | ----------- | ----------- | ----------- | ------------ | ------ |
| Jungen          |            |             |             |             |             |              |        |
| Ajduan Risow    | Einsitzer  | DNF         | DNF         | DNF         | DNF         | DNF          | DNF    |
| Mädchen         |            |             |             |             |             |              |        |
| Emili Jordanowa | Einsitzer  | 55,190 s    | 17          | 55,200 s    | 16          | 1:50,390 min | 16     |

### Shorttrack
| Athleten         | Wettbewerb | Viertelfinale | Viertelfinale | Halbfinale         | Halbfinale         | Halbfinale         | Finale             |
| Athleten         | Wettbewerb | Zeit          | Rang          | Zeit               | Rang               | Zeit               | Rang               |
| ---------------- | ---------- | ------------- | ------------- | ------------------ | ------------------ | ------------------ | ------------------ |
| Mädchen          |            |               |               |                    |                    |                    |                    |
| Katrin Manoilowa | 500 m      | 45,897 s      | 1             | 45,897 s           | 3                  | 46,337 s           | Bronze             |
| Katrin Manoilowa | 1000 m     | PEN           | PEN           | nicht qualifiziert | nicht qualifiziert | nicht qualifiziert | nicht qualifiziert |

### Ski Alpin
| Jungen            |              |             |     |                    |                    |                    |                    |
| Georgi Okolski    | Super-G      |             |     |                    |                    | 1:15,90 min        | 39                 |
| Georgi Okolski    | Riesenslalom | 1:23,91 min | 31  | 1:21,98 min        | 24                 | 2:45,89 min        | 25                 |
| Georgi Okolski    | Slalom       | DNF         | DNF | nicht qualifiziert | nicht qualifiziert | nicht qualifiziert | nicht qualifiziert |
| Georgi Okolski    | Kombination  | 1:16,54 min | 36  | 42,40 s            | 13                 | 1:58,94 min        | 22                 |
| Mädchen           |              |             |     |                    |                    |                    |                    |
| Lorita Stoimenowa | Super-G      |             |     |                    |                    | 1:22,07 min        | 34                 |
| Lorita Stoimenowa | Riesenslalom | 1:26,37 min | 26  | 1:23,68 min        | 24                 | 2:50,05 min        | 24                 |
| Lorita Stoimenowa | Slalom       | 1:03,41 min | 27  | 58,32 s            | 23                 | 2:01,73 min        | 23                 |
| Lorita Stoimenowa | Kombination  | DSQ         | DSQ | nicht qualifiziert | nicht qualifiziert | nicht qualifiziert | nicht qualifiziert |

### Skilanglauf
| Athleten          | Wettbewerb       | Qualifikation | Qualifikation | Viertelfinale | Viertelfinale | Halbfinale         | Halbfinale         | Finale             | Finale             |
| Athleten          | Wettbewerb       | Zeit          | Rang          | Zeit          | Rang          | Zeit               | Rang               | Zeit               | Rang               |
| ----------------- | ---------------- | ------------- | ------------- | ------------- | ------------- | ------------------ | ------------------ | ------------------ | ------------------ |
| Jungen            |                  |               |               |               |               |                    |                    |                    |                    |
| Nikolaj Wjatschew | Cross            | 3:17,98 min   | 26            |               |               | 3:17,30 min        | 8                  | nicht qualifiziert | nicht qualifiziert |
| Nikolaj Wjatschew | Sprint klassisch | 3:12,15 min   | 25            | 3:18,37 min   | 5             | nicht qualifiziert | nicht qualifiziert | nicht qualifiziert | nicht qualifiziert |
| Nikolaj Wjatschew | 10 km Freistil   |               |               |               |               |                    |                    | 27:21,8 min        | 36                 |
| Mädchen           |                  |               |               |               |               |                    |                    |                    |                    |
| Nansi Okoro       | Cross            | 4:06,80 min   | 32            |               |               | nicht qualifiziert | nicht qualifiziert | nicht qualifiziert | nicht qualifiziert |
| Nansi Okoro       | Sprint klassisch | 3:46,09 min   | 28            | 3:38,23 min   | 5             | nicht qualifiziert | nicht qualifiziert | nicht qualifiziert | nicht qualifiziert |
| Nansi Okoro       | 5 km Freistil    |               |               |               |               |                    |                    | 15:24,3 min        | 32                 |

### Snowboard

#### Snowboardcross
| Athleten           | Wettbewerb     | Qualifikation | Qualifikation | Vorlauf | Vorlauf | Halbfinale         | Finale             |
| Athleten           | Wettbewerb     | Zeit          | Rang          | Punkte  | Rang    | Position           | Position           |
| ------------------ | -------------- | ------------- | ------------- | ------- | ------- | ------------------ | ------------------ |
| Jungen             |                |               |               |         |         |                    |                    |
| Walentin Miladinow | Snowboardcross | 50,96 s       | 14            | 8       | 13      | nicht qualifiziert | nicht qualifiziert |